# Leno und Rosemary LaBianca
Pasqualino Antonio „Leno“ LaBianca (* 6. August 1925 in Los Angeles; † 10. August 1969 ebenda) war ein Supermarktbesitzer; seine Ehefrau Rosemary LaBianca (* 15. Dezember 1930 als Ruth Katherine Elliott; † 10. August 1969 in Los Angeles) war eine Boutiquebesitzerin. 
Das Ehepaar wurde bekannt, weil es im August 1969 von Mitgliedern der Manson Family um Charles Manson ermordet wurde. Diese und die Morde an fünf weiteren Personen, darunter der Schauspielerin Sharon Tate, gingen als die Tate-LaBianca-Morde in die Kriminalgeschichte ein.

## Der Mord
Leno LaBianca war der Besitzer einer Supermarktkette an der Westküste Kaliforniens (State Wholesale Grocery Company, Inc. und Gateway Ranch Markets). Das Ehepaar lebte in Los Feliz am Waverly Drive, einem Viertel von Los Angeles. Nach einem Bootsausflug kehrten die LaBiancas – einen Tag nach der Ermordung der Schauspielerin Sharon Tate und weiterer vier Personen – nach Los Angeles zurück. Das Ehepaar wurde zuletzt an einer Tankstelle gesehen. Am Morgen des 10. August fanden der 15-jährige Sohn von Rosemary LaBianca, Frank Struthers, seine ältere Schwester Susan und deren Freund das ermordete Paar.
Leno LaBianca lag mit vielen Messerstichen getötet, gefesselt und geknebelt im Wohnzimmer. In die Bauchdecke des nur teilweise bekleideten Mannes war das Wort WAR eingeritzt worden. Die Leiche war von den Mördern verunstaltet worden: in der durchgeschnittenen Kehle hinterließen die Mörder ein Brotmesser, in Nabelnähe eine Gabel.
Rosemary LaBianca wurde im Schlafzimmer tot aufgefunden, ebenfalls gefesselt und mit zahlreichen Messerstichen niedergestreckt. In der Küche war auf den Kühlschrank mit dem Blut von Leno LaBianca Healter Skelter (anstatt „Helter Skelter“) geschmiert worden. An den Wänden hinterließen die Mörder ebenfalls mit Blut die Worte Rise und pigs.
Charles Watson, Patricia Krenwinkel und Leslie Van Houten hatten die Tat ausgeführt, während Linda Kasabian und Steve Dennis Grogan im Auto zurückgeblieben waren. Charles Manson hatte zu Anfang die Opfer gefesselt und dann den Tatort verlassen. Es bestehen Hinweise darauf, dass Manson das Haus ausgewählt hatte, weil ihm die Straße von früheren Aufenthalten her bekannt war; Bekannte von ihm sollen einige Häuser weiter gewohnt haben.

## Nach der Tat
Nach der Tat forderte Manson Kasabian auf, eine im Haus erbeutete Geldbörse mit Kreditkarten in einer mehrheitlich von Afroamerikanern bewohnten Gegend auf den Gehweg zu werfen in der Hoffnung, dass diese die Kreditkarten benutzen und so den Verdacht auf sich lenken würden.
Watson, Krenwinkel, Van Houten sowie Susan Atkins und als Auftraggeber Manson wurden des Doppelmordes am Ehepaar LaBianca und der Morde an Sharon Tate und ihren Freunden für schuldig befunden und zum Tode verurteilt. Eine Gesetzesänderung des Staates Kalifornien bewirkte, dass die Todesstrafen in lebenslange Freiheitsstrafen umgewandelt wurden.

## Rezeption
Bernardine Dohrn aus dem Umfeld der Weathermen lobte die Morde an den LaBiancas.